# Isosaari (ö i Finland, Birkaland, Sydvästra Birkaland, lat 61,41, long 23,07)
Isosaari är en ö i Finland.   Den ligger i kommunen Sastamala i den ekonomiska regionen  Sydvästra Birkaland och landskapet Birkaland, i den sydvästra delen av landet, 170 km nordväst om huvudstaden Helsingfors.